# Niman
Niman (rusky Ниман) je řeka v Chabarovském kraji a částečně na hranici s Amurskou oblastí v Rusku. Je dlouhá 353 km. Plocha povodí měří 16 500 km².

## Průběh toku
Pramení mezi výběžky horského hřbetu Ezop. Na jejím toku se vyskytují četné peřeje. Ústí zprava do Bureji (povodí Amuru).

## Vodní režim
Zdrojem vody jsou převážně dešťové srážky. Průměrný roční průtok vody ve vzdálenosti 12 km od ústí činí 224 m³/s, maximální dosahuje 5030 m³/s a minimální 0,08 m³/s. Nejvyšších vodních stavů dosahuje od dubna do září a nejnižších v zimě.